# 저녁쥐족
저녁쥐족(Nyctomyini)은 쥐상과 비단털쥐과에 속하는 설치류 족 분류군이다. 2개 속에 각각 한 종을 포함하고 있다. 중간 크기의 두 종 모두 황갈색부터 갈색의 털 색을 띠며, 털이 있는 꼬리를 갖고 있다.

## 하위 종
- 해트저녁쥐속 (Otonyctomys)
  - 해트저녁쥐 (Otonyctomys hatti)
- 수미크라스트저녁쥐속 (Nyctomys)
  - 수미크라스트저녁쥐 (Nyctomys sumichrasti)